# Milionia rothschildi
Milionia rothschildi là một loài bướm đêm trong họ Geometridae.